# Achondrostoma oligolepis
Achondrostoma oligolepis е вид лъчеперка от семейство Шаранови (Cyprinidae). Видът е незастрашен от изчезване.

## Разпространение
Разпространен е в Португалия.

## Описание
На дължина достигат до 25 cm.